# 반나치법안

하켄크로이츠에 금지 문양을 새긴 표시

반나치법안(영어: Anti-Nazi Laws, 독일어: Strafgesetzbuch section 86a)은 "독일 헌법에 위배되는 단체의 상징을 사용하는 것"을 금하고 있다. 이 법안은 구체적으로 독일 형법 제86조, 제86a조(독일어: Strafgesetzbuch section 86a), 그리고 독일 연방 헌법 재판소의 판례에 근거하여 법적 정당성을 지닌다. 여기에서 "독일 헌법에 위배되는 단체"는 특히 나치와 관련된 단체를 의미하고, "상징"은 이러한 단체의 깃발, 휘장, 뱃지, 유니폼, 구호, 경례 방식 등을 모두 포함한다.

## 법 원문
원문은 다음과 같다.

### 독일 형법 제86조. 헌법에 위배되는 단체의 선전 수단 배포
1. 국내 또는 해외에서의 선전을 위해 국내에서 배포, 생산, 저장, 수입, 수출하거나 데이터 저장 장치를 만들어 대중에게 공개적으로 접근 가능 하도록 하는 자
  1. 독일 연방 헌법 재판소에 의해서 위헌 단체로 공표되었으며, 이 판결에 대해서 항소를 할 수 없는 단체와 그러한 단체의 대체 조직은 3년 이하의 징역 또는 벌금형에 처한다.
  2. 헌법의 질서와 국제 정서에 직접적으로 반하기 때문에  더 이상 항소의 대상이 아닌 금지된 조직 또는 그러한 단체의 대체 조직은 3년 이하의 징역 또는 벌금형에 처한다.
  3. 제 1호 또는 2호에 해당되는 단체의 목적을 추구한다고 판단되며, 이 법 조항이 적용 불가능한 영토에 속한 정부, 조직, 기관은 3년 이하의 징역 또는 벌금형에 처한다.
  4. 선전 수단의 내용이 이전 국가사회주의의 목표를 진척할 의도를 가졌다면, 그러한 선전 수단은 3년 이하의 징역 또는 벌금형에 처한다.
2. 1항의 의미를 담고 있는 선전 수단은 자유 원칙, 민주주의 헌법 질서 그리고 국제적 정서에 위반되는 내용을 담고 있는 글(11조 3항)이다.
3. 제 1항은 선전 수단이나 행위가 시민 계몽, 위헌 행위의 방지, 과학과 예술의 발전, 연구 또는 교육, 현재의 역사적 사건에 대한 기록 또는 그 비슷한 목적을 가진다면 그 효력을 잃는다.
4. 죄가 가볍다면, 법원은 조항에 근거한 처벌의 시행을 삼갈 수 있다.

### 독일 형법 제86조a. 헌법에 위배되는 단체의 상징을 사용하는 것
1. 대상:
  1. 형법 제86조 제1항 제1, 2, 4호에서 지시된 단체나 조직들의 상징들을 형법 제11조 제3항에서 다뤄진 글이나, 혹은 모임을 통해 국내에서 배포하거나 공개적으로 사용하는 자는 3년 이하의 징역 또는 3천만원 이하의 벌금형에 처한다.
  2. 제1항에서 지시된 방식으로, 해당 상징들을 묘사하거나 포함한 사물들을 국내 혹은 해외에서  배포하거나 사용하기 위해 생산, 비축, 수입, 수출하는 자는 3년 이하의 징역이나 벌금형에 처한다.
2. 제1항에서 의미하는 상징들은 깃발, 휘장, 제복, 슬로건, 경례방식 등을 지칭할 수 있다. 앞 문장에서 언급된 것들로 오해될 수 있는 유사 상징들 또한 동일한 것으로 간주된다.
3. 형법 제 86조 제3, 4항은 마찬가지로 적용된다.

## 금지 항목: 나치의 상징
반나치 법안에는 금지 항목에 대한 구체적인 명단은 없지만 기본적으로 연방헌법재판소에 의해 헌법에 위배된다고 판단되는 단체,조직의 상징물을 금지하고 있다. 상징물이란 깃발, 의복, 문신, 문양, 기호 등을 말한다. 또한, 구체적인 상징 자체가 금지되는 것이 아니고 그 상징이 사용되는 상황과 목적에 따라 적용 범위가 달라진다. 예를 들어, 하켄크로이츠는 과거 국가사회주의 독일 노동자당을 상징할 때는 금지되지만, 불교나 힌두교 등을 말할 때는 허용된다.  국가사회주의 독일 노동자당을 상징하는 대표적인 상징물로는 나치 독일의 국기들과 하켄크로이츠, 독수리 문양 등이 있다. 그러나 국가사회주의 독일 노동자당의 상징은 이러한 물건에만 국한되지 않고 국가사회주의 독일 노동자당 특유의 인사와 같은 행동 양식도 포함된다. 금지 항목은 주로 국가사회주의 독일 노동자당의 상징으로 구성되지만 켈트 십자와 같이 인종 차별을 촉진하는 상징도 포함한다.

### 독일 연방헌법재판소에 의해 규제되는 상징물들:
- 하켄크로이츠
- 독수리 문양
- 친위대(SS) 문양
- 켈트 십자
- 쿠 클럭스 클랜 문양
- 돌격대 문양
- 히틀러 청소년단 문양

### 그림

하켄크로이츠
독수리 문양이 들어간 국가사회주의 독일 노동자당(NSDAP) 표식
친위대(SS) 단기
켈트 십자
쿠 클럭스 클랜 단기
돌격대 단기
히틀러 청소년단 단기

## 관련 사례

### 유로 2012신나치주의(Neo-Nazi) 현수막 사건[3][4][5][6]
2012년 6월 17일(현지시간)에 우크라이나에서 독일과 덴마크의 유로 2012 조별리그 B조 3차전 축구경기가 있었다. 그런데 이 경기에서 일부 팬들이 신나치주의(Neo-Nazi) 현수막을 게시했다. 이 뿐만 아니라 과거 나치가 외치던 구호와 유사한 구호를 외쳤다고 한다. 유럽 축구 연맹은 이 사건과 관련하여 독일 축구협회에 2만 5000유로(2014년 10월 28일기준, 약 3340만원)의 벌금을 부과했다. 이 사건을 통해 우리는 아돌프 히틀러와 나치에 대해 사람들이 얼마나 부정적인 시각을 가지고 있는지 알 수 있다. 다시 말해서, 3.1의 예브기니 니키틴(Evgeny Nikitin)의 사례와 더불어, 독일과 유럽사회가 나치에 대해서 가지고 있는 사회적인 시선과, 반나치법안의 제정이유를 간접적으로 파악할 수 있다. 독일 당국은 반나치법안(영어: Anti-Nazi Laws)에 근거하여 나치와 관련된 상징들을 발견하면 바로 수사에 착수한다고 한다.

### 히틀러식 경례를 하는 난쟁이 조각상 사건[7][8]
2009년도 초반에, 독일의 예술가 오트마 홀(Ottmar Hörl) 은  풍자적인 의도를 갖고  나치  이데올로기를 비웃기 위하여 악명 높은 히틀러가 경례하는 모습을 담은 금색의 난쟁이 조각상들을 제작하였다. 뉘른베르크에서 가게를 운영하고 있는 어윈 위글(Erwin Weigl)이라는 사람은, 나치와의 연관성을 전혀 인식하지 못한 채 이 조각상들을 가게에 비치 해두었다. 그러나 지역 신문에서 이 난쟁이 조각상들의 사진이 보여지자마자 오트마 홀과 어윈 위글은 곧바로 범죄 수사에 들어가게 되었고, 국가적인 화제의 중심이 되었다. 그 이유는 독일에서 히틀러 식 경례를 하거나 나치 문양을 사용하는 것이 징역 3년 이하에 해당하는 범죄이기 때문이다. 결국에는 난쟁이 조각상들이 하나의 예술 작품으로 인정되어 두 사람 모두 무혐의로 풀려나게 되었다.  제2차 세계 대전이 종전 된 지 60년이라는 시간이 흘렀음에도 불구하고 이러한 반 나치적 성향을 국가적으로 보여줌으로써 독일이 얼마나 반 나치법을 중요시 하는지 알 수 있다.

## 같이 보기
- 국가사회주의 독일 노동자당
- 신나치주의(영어: Neo-Nazi)
- 아돌프 히틀러(Adolf Hitler, 1930년 - 1931년)
- 나치 독일
- 방어적 민주주의
- 표현의 자유
- 탈나치화